# Richard Seymour (fútbol americano)
Richard Vershaun Seymour (Gadsden, Carolina del Sur, 6 de octubre de 1979), más conocido como Richard Seymour, es un exjugador profesional estadounidense de fútbol americano que se desempeñó en la posición de defensive end en la National Football League (NFL). Es miembro del Salón de la Fama del Fútbol Americano Profesional.

## Carrera
Seymour jugó como profesional ocho temporadas en New England Patriots (2001-2008), después pasó a Oakland Raiders, donde jugó cuatro temporadas (2009-2012), y fue el equipo en el que se retiró.

## Reconocimiento
En 2022, ingresó como miembro al Salón de la Fama del Fútbol Americano Profesional.